# Hieronyma asperifolia
Hieronyma asperifolia är en emblikaväxtart som beskrevs av Ferdinand Albin Pax och Käthe Hoffmann. Hieronyma asperifolia ingår i släktet Hieronyma och familjen emblikaväxter. Inga underarter finns listade i Catalogue of Life.